# Роко Блажевић
Роко Блажевић (Сплит, 10. март 2000) хрватски је поп и кросовер певач. 
Пажњу музичке јавности је скренуо на себе учешћем у српском музичком телевизијском такмичењу „Пинкове звездице” 2017. на ком је освојио прво место. У суперфиналу тог такмичења Роко је извео песму хрватског кантаутора Тонија Цетинског Од милијун жена. Годину дана касније заузео је друго место у хрватској верзији истог такмичења. 
Године 2019. пријавио се за учешће на фестивалу Дора у Опатији, где је учествовао са песмом The Dream Жака Хоудека и Чарлија Мејсона. У финалној вечери Доре која је одржана 16. фебруара, Роко је победио са максималним оценама и жирија и публике и тако стекао право да представља Хрватску на Песми Евровизије 2019. у Тел Авиву. Наступио је у другој полуфиналној вечери 16. маја 2019, где је заузео 14. место и тиме није остварио пласман у финале.

## Дискографија
Синглови
- (2018)
- (2019)